# Seawolfklasse

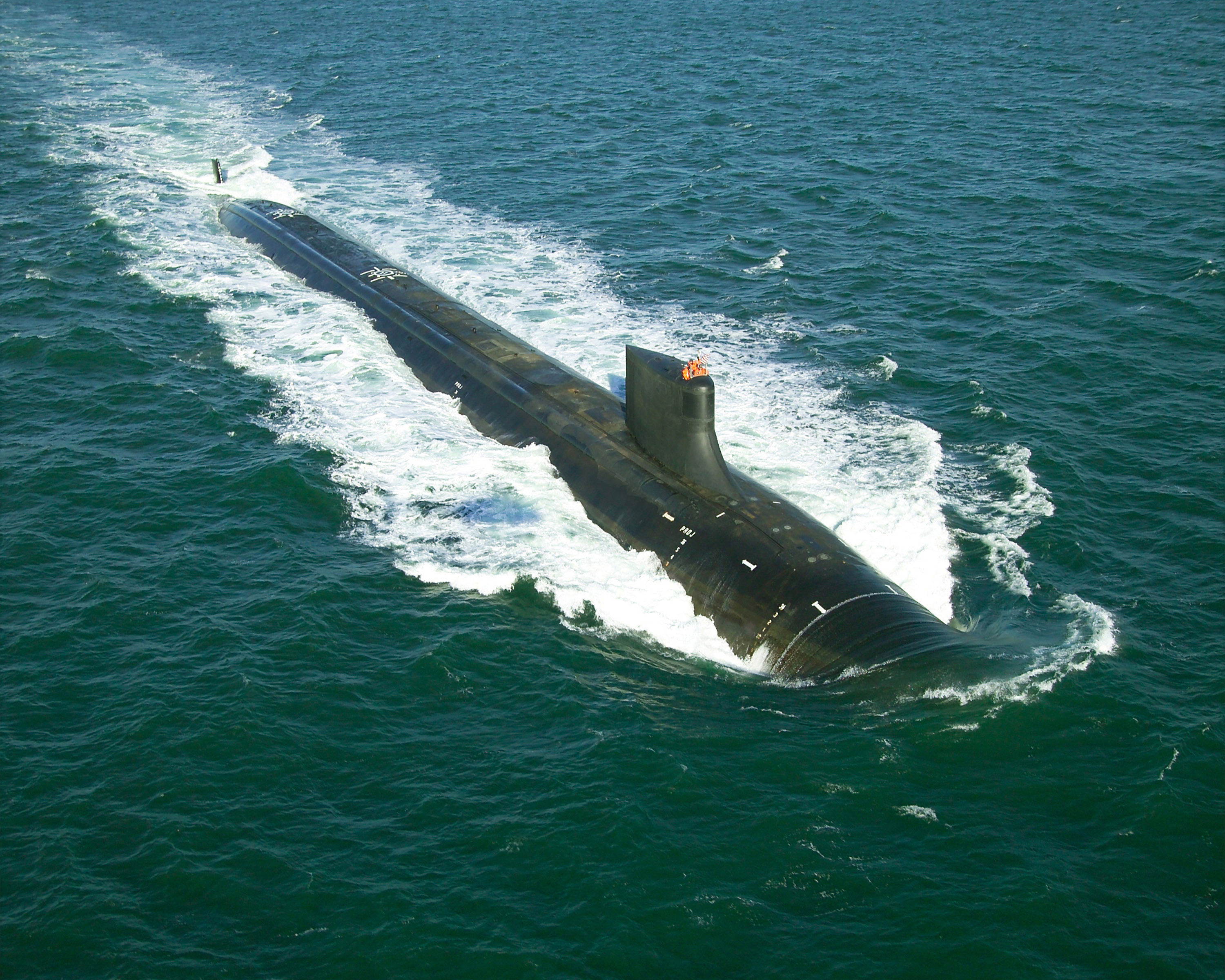
De USS Jimmy Carter (SSN 23) van de Seawolfklasse.

De tweede atoomonderzeeboot, USS Seawolf (SSN-575), die van de vroege jaren 50 tot 1987 diende, was uniek, en kan zo als naamgever van de (SSN-575) Seawolfklasse worden beschouwd.

## Seawolf (SSN-21)
Seawolf-onderzeeërs van de aanvalsklasse (SSN) waren de voorgenomen opvolger van de Los Angelesklasse. Het oorspronkelijke plan was om deze te vervangen door een vloot van 29 onderzeeboten over een periode van tien jaar, dat aantal werd later tot twaalf gereduceerd. Na het einde van de Koude Oorlog besloot men, dat een vloot bestaande uit drie boten voldoende was; nieuwe boten werden in 1995 geannuleerd. In plaats daarvan startte men met en het ontwerp van de kleinere en vooral goedkopere Virginiaklasse.

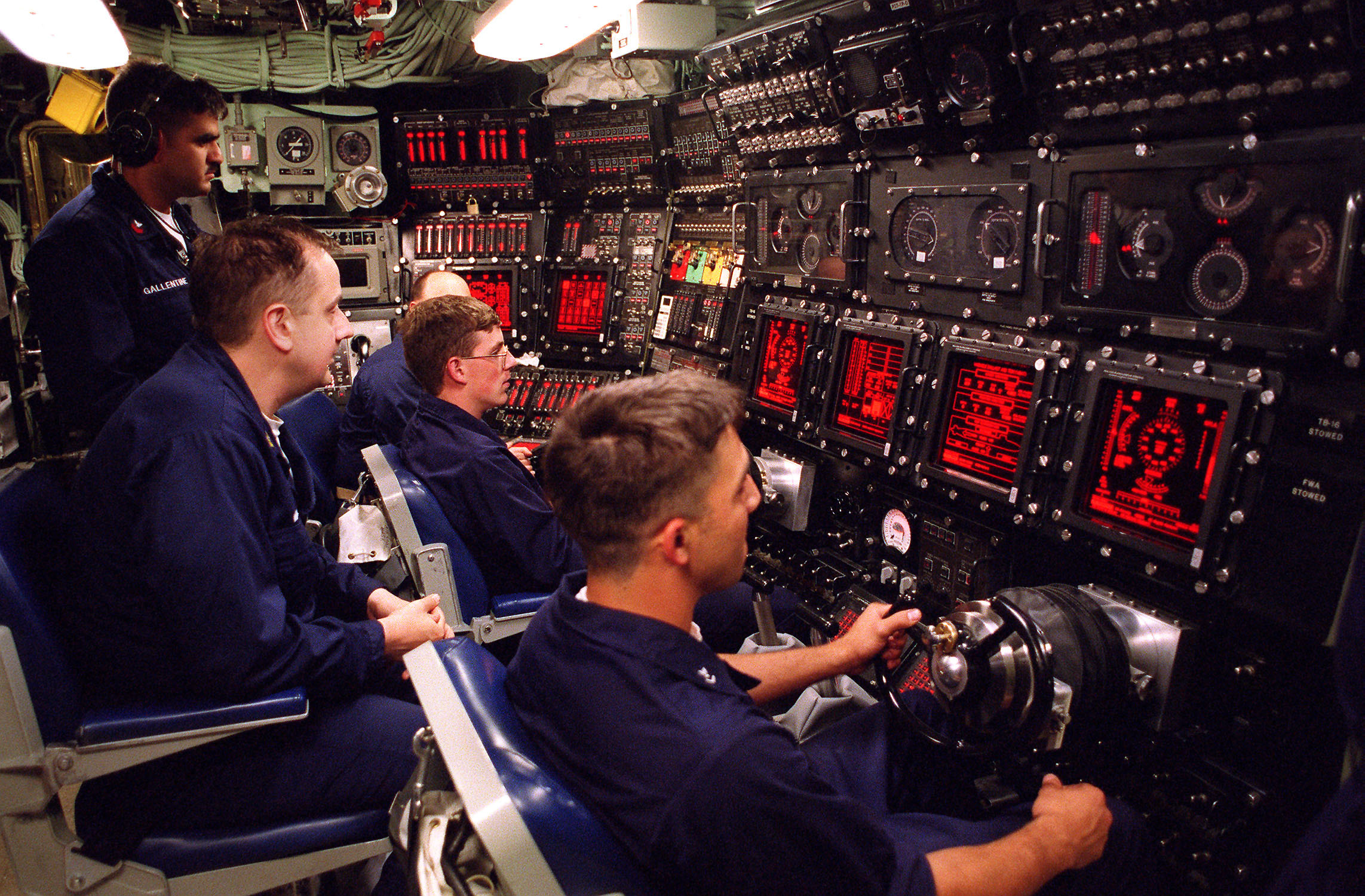
Controlekamer van de Seawolf SSN-21

Zij zijn stiller dan de vorige onderzeeboten van Los Angelesklasse, groter, hebben tweemaal zo veel torpedobuizen (8) en dragen ook meer wapens, maar waren tevens aanzienlijk duurder. Zij waren bedoeld om de toenmalige dreiging van grote aantallen geavanceerde Sovjet ballistische raket onderzeeboten zoals de Typhoon-klasse te bestrijden. Ook hebben zij een uitgebreide uitrusting voor ondiep water-gevechtshandelingen, met inbegrip van een drijvende silo geschikt om acht gevechtszwemmers en hun materiaal meteen op te stellen. De boten kunnen tot vijftig Tomahawk kruisvluchtwapens meevoeren.
De klasse gebruikt het geavanceerdere BSY-2 wapensysteem, dat onder andere een nieuwe grotere sferische sonar serie en een nieuwe sleepsonar omvat. Elke boot wordt aangedreven door één enkele S6W drukwaterreactor van 220 MW thermisch, die twee stoomturbines van elk 43 MW aandrijft en 52.000 pk levert (39 MW) aan een scheepsschroef met een gering geluidsniveau en een waterjet.
De USS Jimmy Carter is ruwweg 100 voet (30 m) langer dan de andere twee boten van zijn klasse, door de toevoeging van een sectie genaamd Multi-Mission Platform (MMP).

## Algemene kenmerken
Voor alle boten:
- Bouwer: Electric Boat Company van General Dynamics
- Doorsnede: 40 voet (12 m)
- Diepgang: 35 voet (11 m)
- Maximumsnelheid: 35 knopen (65 km/h)
- Aandrijving: S6W drukwaterreactor S = onderzeeboot, 6 = 6e versie, W = Westinghouse
- Maximum duikdiepte: 610 m
- Bewapening: 8 torpedobuizen van 26 inch (660 mm), 50 Mark 48 torpedo's of Harpoon antischeepsraketten

Voor SSN-21, SSN-22:
- Deplacement: 9137 ton onder water, 7460 ton boven water
- Lengte: 353 voet (108 m)
- Bemanning: 121, waaronder 12 officieren

Voor SSN-23:
- Deplacement: 12.158 ton onder water, 10.460 ton boven water
- Lengte: 453 voet (138 m)
- Bemanning: 126, waaronder 15 officieren

Boten
- USS Seawolf (SSN-21)
- USS Connecticut (SSN-22)
- USS Jimmy Carter (SSN-23) werd gewijzigd om USS Parche tijdens speciale gevechtshandelingen te vervangen.